# يون تشو
يون تشو (بالإنجليزية: Yun Zhu)‏ (29 يوليو 1771، تشانغتشو في الصين - 1 يونيو 1833)؛ كاتِبة وشاعرة .